# 宇宙戦艦ゴモラ
『宇宙戦艦ゴモラ』（うちゅうせんかんゴモラ）は、1990年11月にUPLから稼働されたアーケード用横スクロールシューティングゲーム。日本国外では『Bio-ship Paladin』のタイトルで稼働された。
自機のゴモラを操作して惑星アトランタルを侵略することを目的としている。
2人同時プレイ可能。全9面。1周エンド。徐々に巨大化する自機、攻防一体のビームによる独特の戦略性が特徴。ゲームデザイナーは藤沢勉。
家庭用は1991年にメガドライブ版が発売。2021年にアーケードアーカイブスの1作品としてPlayStation 4版とNintendo Switch版が配信された。

## ゲーム内容

### システム
8方向レバーと2ボタンで自機を操作。画面内には自機となる宇宙戦艦ゴモラの他、照準が存在する。ボタンの一つはショットまたはビームの発射に用いる。もう一方のボタンは操作対象の切り替えに用い、押さないと自機とショット、押していると照準とビームが操作対象になる。残機制とライフ制を併用しており、ライフの量によって自機の状態が変化する。
ショットはゴモラから正面に発射する。連射による攻撃のほか、長く押してから離すことによって強力な貫通弾（強力ファイアー）を発射できる、いわゆる溜め打ちが可能。通常ショットに比べると貫通弾の威力が高めに設定されている。
ゴモラとは別に照準が動きに追従するようになっており、照準ボタンを押している間は照準のみを自由に動かすことができる。照準ボタンを押している間にショットボタンを押すと、照準位置で炸裂するビーム攻撃が可能。
ビームはショットよりもはるかに連射性が優れ、障害物も無視できる他、敵の弾も破壊できる攻防一体の装備だが、オートビームの効力が働いている間を除けば、使用中は自機がまったく移動できない。事実上のメインショットはこちらであり、障害物のあるステージや敵が後方から攻めてくるステージも存在するため、照準による防御を含めた戦略的な攻略が必要である。
なお、連射の設定によってはオートビーム状態でなくても、ショットとビームを同時に撃つことも可能。

### パワーアップ
アイテムを回収することで自機はパワーアップする。アイテムに向けてショットを打つと内容が変化する。
ライフ
自機の耐久力が回復し、一定量ごとに自機が巨大化する。同時にショットの威力が上がり、貫通弾のチャージ時間も短縮される。
本作のゲームの仕様上出現数が多い。
ビット
自機を囲むように上に3個、下に3個の計6個まで、好きな位置に装着できる。ある程度の敵の攻撃を受けると破壊され、失われる。
メインファイアー中それぞれが自機に対して外側方向へレーザーを発射し、上下方向の死角をカバーする。自機が大きい本作では主にシールドとしても活用する。
スピードアップ
自機の移動速度が3段階に上がる。ミスをすると初期段階に戻される。
オートビーム
20秒間、照準が全自動で動き、ビーム攻撃が行なわれる。オートビーム効果中も照準ボタンで照準の手動操作も可能。

### 巨大化する自機
ライフアイテムを取得し、ライフが上昇すると自機が3段階に巨大化するというゲームシステムを持つ。これによって敵の攻撃に当たり易くなる反面、ビームの火力と防御力で撃ち合う攻防戦的要素が色濃くなっていく。ライフが減ると逆に、自機は小さくなる。あえて被弾して敵を倒すことで、余計な被弾を防ぐ設計も兼ねる。

## 移植版
| No. | タイトル       | 発売日        | 対応機種                      | 開発元           | 発売元     | メディア                              | 型式    | 備考                                                |
| --- | -------------- | ------------- | ----------------------------- | ---------------- | ---------- | ------------------------------------- | ------- | --------------------------------------------------- |
| 1   | 宇宙戦艦ゴモラ | 1991年9月30日 | メガドライブ                  | アイシステム東京 | UPL        | 8メガビットロムカセット               | T-42023 |                                                     |
| 2   | 宇宙戦艦ゴモラ | 2021年8月5日  | PlayStation 4 Nintendo Switch | UPL              | ハムスター | ダウンロード (アーケードアーカイブス) |         | アーケード版の移植 海外版（BIO-SHIP PALADIN）も収録 |

メガドライブ版
難易度が抑えられている。1つの機体をプレイヤー1側が自機の操作とショット、プレイヤー2側が照準の移動とビームの発射という分担による協力プレイシステムを搭載。協力プレイ時はビームを使いながら自機の移動も可能。

## スタッフ
アーケード版
- ゲーム・デザイン：藤沢勉
- プログラム・デザイン：イトサム・マタルカ
- キャラクター・デザイン：藤沢勉、青山きんや
- 背景デザイン：金子むつお、漆原みほ、佐々木しほ
- 効果音：長島義夫
- スペシャル・サンクス：富沢みのる、新井利男、西川ひろし、広沢ゆみこ、神菊かおる、ZOE、成田のぶゆき、國京健一

メガドライブ版
- プログラム・デザイン：MUTAKA AI、DAIKOKU HISAYA
- キャラクター・デザイン：鈴木雅幸、前田しげき、渡辺りゅうじ
- 背景デザイン：広沢あいこ、渡辺りゅうじ
- 効果音：高橋昌人
- ディレクター：藤沢勉
- スペシャル・サンクス：新井利男、柳田いさむ

## 評価
メガドライブ版
ゲーム誌『ファミコン通信』の「クロスレビュー」では、5・6・5・4の合計20点（満40点）になっており、レビュアーの意見としては、「業務用の時点で操作に難アリだったのだが、移植版でもその問題はそのまま。（中略）操作性を犠牲にするほどのフィーチャーだろうか、と首をかしげてしまう」と操作性に関して否定的な評価を下している。
ゲーム誌『メガドライブFAN』の読者投票による「ゲーム通信簿」での評価は以下の通りとなっており、17.98点（満30点）となっている。
| 項目 | キャラクタ | 音楽 | 操作性 | 熱中度 | お買得度 | オリジナリティ | 総合  |
| 得点 | 3.16       | 2.91 | 2.66   | 2.91   | 2.75     | 3.59           | 17.98 |